# Josep Cabré Cercós
Josep Cabré Cercós   (Barcelona, segle XX) és un cantant baix-baríton i director coral català. Fou alumne de Christopher Schmidt i Kurt Widmer a Basilea i de Jordi Albareda i Bach a Barcelona, com també de Lise Arseguet a París. És membre de fundador del quartet vocal La Colombina amb María Cristina Kiehr (soprano), Claudio Cavina (alto) i Josep Benet (tenor). El 1992, va fundar La Compañía Musical, conjunt dedicat a la interpretació de música del Renaixement i barroca espanyola i llatinoamericana. Des del 2009 ha estat director de la Coral de Cámara de Pamplona. És també professor de música antiga al Conservatori del País Basc Musikene. És també director de Capilla Peñaflorida basca.